# Senohrad
Senohrad este o comună slovacă, aflată în districtul Krupina din regiunea Banská Bystrica, pe malul râului Litava River⁠(d). Localitatea se află la altitudinea de 589 m deasupra n.m., se întinde pe o suprafață de 15,2 km2 și în 2017 număra 772 de locuitori.

## Istoric
Localitatea Senohrad este atestată documentar din 1135.

## Demografie
| An:                | 1994 | 2004   | 2014   | 2024   |
| ------------------ | ---- | ------ | ------ | ------ |
| Număr de persoane: | 719  | 779    | 785    | 713    |
| Diferență:         |      | +8,34% | +0,77% | −9,17% |

| An:                | 2023 | 2024   |
| ------------------ | ---- | ------ |
| Număr de persoane: | 716  | 713    |
| Diferență:         |      | −0,41% |